# VM i bandy 1965
Verdensmesterskabet i bandy 1965 var det fjerde VM i bandy, og mesterskabet blev arrangeret af Federation of International Bandy. Turneringen havde deltagelse af fire hold og blev afviklet i byerne Moskva, Ivanovo, Arkhangelsk, Sverdlovsk og Kursk i Sovjetunionen i perioden 21. – 27. februar 1965.
Mesterskabet blev vundet af de forsvarende verdensmestre fra værtslandet Sovjetunionen foran Norge med Sverige på tredjepladsen. Det var Sovjetunionens fjerde VM-titel i træk, og den sovjetiske sejr var en del af en stime på 11 VM-guld i træk. Norge vandt VM-medalje for første gang, mens bronzemedaljerne var Sveriges tredje.
Eftersom både Finland og Sverige sluttede med to point opstod der diskussion om hvilket hold, som havde vundet bronzemedaljer. Finland argumenterede for, at de var bedre end Sverige i indbyrdes opgør og derfor burde rangeres foran Sverige, mens Sverige mente at målforskel i alle kampe gik forud for indbyrdes opgør. Til sidst besluttede juryen, at målforskel skulle afgøre sagen, og Sverige blev tildelt bronzemedaljerne.

## Resultater
De fire hold spillede en enkeltturnering alle-mod-alle, så alle holdene mødte hinanden én gang. Sejre gav 2 point, uafgjorte 1 point, mens nederlag gav 0 point.
| Dato  | Kamp                    | Res. | Spillested  |
| ----- | ----------------------- | ---- | ----------- |
| 21.2. | Sovjetunionen – Finland | 5–0  | Moskva      |
| [ 2 ] | Sverige – Norge         | 2–2  | Ivanovo     |
| 24.2. | Finland – Sverige       | 2–1  | Arkhangelsk |
| 24.2. | Sovjetunionen – Norge   | 4–0  | Sverdlovsk  |
| 26.2. | Finland - Norge         | 0–1  | Kursk       |
| 27.2. | Sovjetunionen - Sverige | 3–3  | Moskva      |

| Plac. | Hold          | Kampe | + Mål − | Point |
| ----- | ------------- | ----- | ------- | ----- |
| 1.    | Sovjetunionen | 3     | 12-30   | 5     |
| 2.    | Norge         | 3     | 3-6     | 3     |
| 3.    | Sverige       | 3     | 6-7     | 2     |
| 4.    | Finland       | 3     | 2-7     | 2     |